# Pierre Delaunay
Pierre Delaunay (Francia, 9 de octubre de 1919-Versalles, Francia, 24 de enero de 2019) fue el segundo secretario general de la UEFA.

## Biografía
Sucedió de manera interina en el cargo a su padre, Henri Delaunay, al fallecer este en 1955. A partir de 1956, ocupó el puesto de manera oficial hasta 1959. También ejerció la secretaría general de la Federación Francesa de Fútbol (1956-1969).